# 돈 크라이 마미 (2012년 영화)
《돈 크라이 마미》는 2012년에 개봉한 대한민국의 스릴러 영화이다.

## 줄거리
최근 이혼한 유림(유선)은 외동딸 은아(남보라)와 함께 살고 있다. 새 학교에 전학 온 은아는 같은 반 친구 조한(신동호)에게 호감을 가졌지만, 잦은 괴롭힘을 당한다. 그러던 어느 날, 조한과 그의 친구들에게 잔혹하게 강간당한다. 유림은 은아를 위해 정의를 구현하려 하지만, 가해자들이 미성년자라는 이유로 처벌을 거의 받지 않는다. 은아를 위협하기 위해 가해자들은 강간 영상을 보내며, 따르지 않으면 유포하겠다고 협박한다. 은아는 가해자들에게 변호하려 하지만, 결국 실패하고 다시 윤간당한다. 은아는 겪어야 했던 트라우마를 감당할 수 없어 자살을 택한다. 은아의 유서("엄마 울지 마")가 담긴 케이크와 은아의 휴대폰으로 전송된 두 번의 폭행 영상이 발견된 후, 유림은 슬픔과 분노에 휩싸인다. 그리고 그녀는 아이들의 삶을 지옥으로 만들기로 결심한다. 그녀는 요한을 먼저 죽이려 했지만, 요한이 은아를 강간하려던 것이 친구의 계획이었다고 거짓말을 하자, 요한이 언급한 두 사람을 잔혹하게 살해한다. 이 모든 일의 배후가 요한임을 알게 된 유림은 요한이 다니는 학교에 들어가 그를 죽이려 하지만, 은아의 죽음을 수사하던 오 형사가 그녀를 막으려 달려든다. 겪어야 했던 모든 일에 지친 유림은 치명타를 가하려다 오 형사에게 총격을 당하고, 결국 그녀는 사망한다. 요한은 상처에 시달려 곧 사망한다. 영화는 수많은 미성년자 성폭행 사건을 언급하고 연령에 관계없이 성범죄자에 대한 형사 처벌을 촉구하는 엔딩 크레딧으로 끝난다.

## 캐스팅
- 유선 - 김유림 역
- 남보라 - 유은아 역
- 동호 - 윤조한 역
- 유오성 - 오 형사 역
- 권현상 - 박준 역
- 이상민 - 한민구 역
- 정소양 - 수민 역
- 성웅 - 지욱 역
- 최대철 - 전남편 역
- 신동미 - 안혜수 역
- 이성훈 - 송 형사 역
- 곽자형 - 곽 형사 역
- 길해연 - 성당 수녀 역
- 김소희 - 한민구 엄마 역
- 차정환 - 상대변호사 역
- 한철우 - 복덕방 남자 역